# Myrtle Gonzalez
Pour les articles homonymes, voir Gonzalez.
Myrtle Gonzalez est une actrice américaine, née le 28 septembre 1891 à Los Angeles (Californie), ville où elle est morte le 22 octobre 1918.

## Biographie
Myrtle Gonzalez grandit à Los Angeles. Son père, né en Californie, est un épicier dont une partie de la famille est originaire du Mexique. Sa mère est née à New York d'immigrants irlandais. Douée pour le chant, elle monte sur scène dès son enfance. Gonzalez joue dans la troupe de théâtre de David Belasco. En 1912, elle signe un contrat avec la société de production cinématographique Vitagraph et devient une actrice populaire en tournant notamment dans des westerns. En 1917, sa filmographie comporte déjà plus de quarante films. Gonzalez est recrutée par Universal Pictures. Victime de l'épidémie de grippe de 1918, elle meurt à l'âge de 27 ans.

## Filmographie partielle

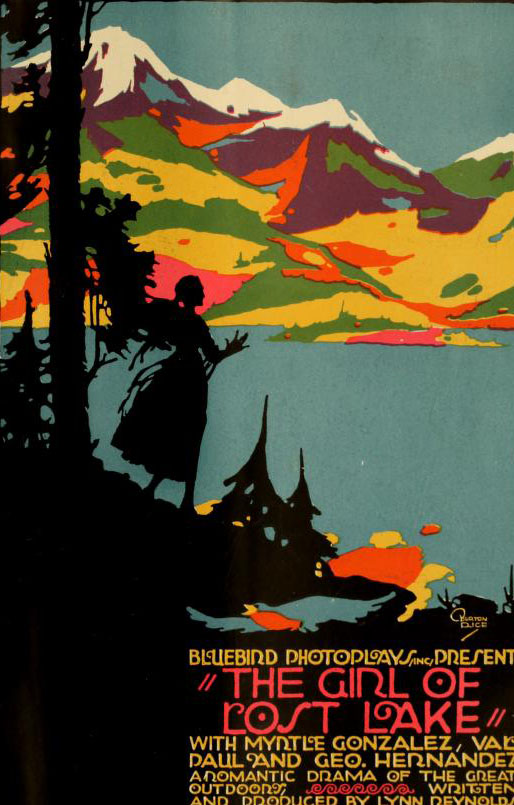
The Girl of the Lost Lake (1916)

- 1913 : Any Port in a Storm de William J. Bauman
- 1914 : The Yaqui's Revenge de Henry MacRae
- 1914 : Tainted Money de Burton L. King
- 1914 : The Ghosts de William J. Bauman
- 1914 : The Kiss (en) de Ulysses Davis (en)
- 1914 : Captain Alvarez (en) de Rollin S. Sturgeon
- 1914 : His Wife and His Work de Ulysses Davis (en)
- 1914 : Anne of the Mines de Ulysses Davis (en)
- 1915 : The Chalice of Courage de Rollin S. Sturgeon
- 1915 : Through Troubled Waters de Ulysses Davis (en)
- 1915 : The Bride of the Nancy Lee de Lynn Reynolds
- 1915 : The Terrible Truth de Lynn Reynolds
- 1916 : Missy de Lynn Reynolds
- 1916 : Her Dream Man de Lynn Reynolds
- 1916 : The Wise Man and the Fool de Lynn Reynolds
- 1916 : Her Greatest Story de Lynn Reynolds
- 1916 : The Heart of Bonita de Lynn Reynolds
- 1916 : The Windward Anchor de Lynn Reynolds
- 1916 : Lonesomeness de Lynn Reynolds
- 1916 : The Secret Foe de Lynn Reynolds
- 1916 : Fool's Gold de Richard Stanton
- 1916 : Bill's Wife de Lynn Reynolds
- 1916 : The Brink de Lynn Reynolds
- 1916 : The Gambler de Lynn Reynolds
- 1916 : Miss Blossom de Lynn Reynolds
- 1916 : The Thief of the Desert Lynn Reynolds
- 1916 : Her Great Part de Lynn Reynolds
- 1916 : Grouches and Smiles de Lynn Reynolds
- 1916 : It Happened in Honolulu de Lynn Reynolds
- 1916 : The Unexpected Scoop de Richard Stanton
- 1916 : The Secret of the Swamp de Lynn Reynolds
- 1916 : The Girl of Lost Lake de Lynn Reynolds
- 1916 : A Romance of Billy Goat Hill de Lynn Reynolds
- 1916 : Le Géant de la forêt (The End of the Rainbow) de Jeanie Macpherson et Lynn Reynolds
- 1917 : Nature triomphante (God's Crucible) de Lynn Reynolds
- 1917 : Mutiny de Lynn Reynolds
- 1917 : Le Gisement du Père Morgan (Southern Justice) de Lynn Reynolds
- 1917 : The Greater Law de Lynn Reynolds
- 1917 : The Show Down de Lynn Reynolds